# Schwielochsee
Schwielochsee là một đô thị thuộc huyện Dahme-Spreewald, bang Brandenburg, Đức. Đô thị Schwielochsee có diện tích 130,83 km², dân số thời điểm 31 tháng 12 năm 2006 là 1668 người. Đô thị này có 10 làng, nằm ở bờ nam của hồ Schwielochsee.